# Xian de Guidong
Le xian de Guidong (桂东县 ; pinyin : Guìdōng Xiàn) est un district administratif de la province du Hunan en Chine. Il est placé sous la juridiction de la ville-préfecture de Chenzhou.

## Démographie
La population du district était de 169 241 habitants en 1999.